# ویکتور ژولی
ویکتور ژولی (انگلیسی: Victor Joly; ۱۵ آوریل ۱۹۲۳ – ۱۰ ژوئن ۲۰۰۰) دوچرخه‌سوار اهل بلژیک بود.